# Franco Bernard

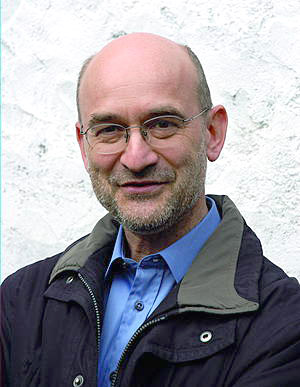
Franco Bernard

Franco Bernard (* 19. Juli 1957 in Meran, Südtirol) ist ein italienischer Schuldirektor, Lehrer, Schauspieler und ehemaliger Parteivorsitzender (Landessprecher) der  Südtiroler Grünen.

## Leben

### Ausbildung und Beruf
Bernard absolvierte ein Studium der modernen Sprachen und Literaturen an der Universität Padua, das er 1982 mit einer Arbeit über den Südtiroler Schriftsteller Joseph Zoderer abschloss. Ab 1985 arbeitete er als Lehrer an der Wirtschaftsfachoberschule „Franz Kafka“ in Meran. In den Jahren 2015–2019 leitete er den Schulsprengel Algund.

### Karriere
1990 wurde Franco Bernard auf der Liste der Grünen in den Meraner Gemeinderat gewählt, dem er für drei Amtszeiten angehörte, ab 1998 als Fraktionsvorsitzender seiner Partei. 1994 trat er für ADA bei der Parlamentswahlen in Italien 1994 an. 2005 kandidierte er mit Unterstützung der Grünen und der Rifondazione Comunista für das Amt des Bürgermeisters seiner Heimatstadt Meran und verfehlte den Einzug in die Stichwahl der besten zwei nur äußerst knapp. Zwischen Februar 2006 und Januar 2009 bekleidete Franco Bernard das Amt des Landessprechers der Südtiroler Grünen. Im Frühjahr 2010 legte Bernard im Zuge seiner Bewerbung als Kinder- und Jugendanwalt Südtirols alle Parteiämter nieder.
Als einer der ersten Wehrdienstverweigerer aus Gewissensgründen in Südtirol leistete Bernard von Ende 1980 bis Anfang 1982 seinen Zivildienst beim Verein für Kinderspielplätze und Erholung (VKE) in Bozen ab. Als Folge übernahm er die Meraner Sektion des VKE, die er bis heute ehrenamtlich leitet.
Bernard ist festes Mitglied der Ensembles des „Theaters in der Klemme“, bis 2014 unter der Regie von Franco Marini, sowie des „Zeit-Theaters“ in Meran. Er trat wiederholt in Produktionen des lokalen Rundfunks und Fernsehens auf, bei Kabaretts, Operetten (z. B. Im weißen Rößl), Musicals sowie  Produktionen des Sprechtheaters mit Schwerpunkt Johann Nestroy und Ödön von Horváth, die ihn zu einer bekannten Person des Südtiroler Kultur- und Theaterlebens machten. 1994 spielte er an der Seite von Mario Adorf und Marianne Sägebrecht in der Filmproduktion Der kleine Lord.
Franco Bernard ist langjähriges Redaktionsmitglied beim cactus, dem alternativen Stadtmagazin Merans. In der Vergangenheit hat er auch Gastbeiträge bei salto.bz veröffentlicht. Seit seiner Pensionierung im September 2019 ist Bernard als Reiseleiter und Wanderführer tätig.